# Halász János (rajzfilmrendező)
Halász János (John Halas) (Budapest, 1912. április 16. – London, 1995. január 21.) magyar rajzfilmrendező, szakíró, grafikus, filmproducer, forgatókönyvíró.

## Élete
Az iskoláit Budapesten, majd Veszprémben végezte, 1928-ban plakátrajzoló és reklámfilmkészítő lett. Illusztrált Az Est lapoknak, majd 1929-től egy évet töltött rajzolóként Párizsban. Hazajövetele után Bortnyik Sándornak a Bauhaus szellemében működtetett iskolájában asszisztensként megismerte a rajzfilmkészítést is. Együtt dolgozott Berény Róberttel, az első közös munkájuk Bortnyik betűinek modernizálása. Amikor Victor Vasarely Párizsba ment, ő foglalhatta el a státusát. 1934-ben filmstúdiót alapított Macskássy Gyulával és Kassowitz Félixszel (Coloriton Stúdió). A Hunnia Filmgyár megrendelésére naponta készítettek egy reklámfilmet. 1936-ban Angliába hívták, ahol az új technikát felhasználva már színes rajzfilmeket rendezett. Feleségével, Joy Batchelorral 1940-ben megalapította a világhírűvé vált Halas and Batchelor rajzfilmvállalatot. 1939–1945 között 60 filmet készített a brit Tájékoztatásügyi és a Honvédelmi Minisztériumnak, köztük számos antifasiszta témájút. Később a megrendelői között volt a Shell és a BP cég is, amik számára termékismertetők, reklám- és oktatófilmek készültek.
Általánosan ismertté George Orwell azonos című regényéből készített, Állatfarm (1954) című filmjével vált, amely az első egész estés animációs film volt Angliában. Ezt a munkát tekintik az angol rajzfilm kiindulópontjának. Emellett az ő nevéhez fűződik az első sztereó rajzfilm (A bagoly és a cica, 1953) és az első bábfilm (Szobor a hajó orrán, 1953) is. A bűvös vászon (1951) című munkája az addig hozzáférhetetlen amerikai piacot is meghódította, és attól kezdve megindulhatott az export a tengerentúlra.
Tíz évig volt a Nemzetközi Animációs Film Szövetség (ASIFA) elnöke, majd egészen 1995-ben bekövetkezett haláláig a díszelnöke.
Elméleti, szakírói munkássága is igen jelentős. 12 könyvet írt az animációról, rálátása a világ filmes fejlődésére szinte egyedülálló volt.

## Munkái
- A világ fénye (1990)
- Felnőni (1985)
- Játékosok (1982)
- Dilemma (1982)
- Heavy Metal (1981)
- Bio Woman (1980)
- Autobahn (1979)
- Dream doll (1979)
- Égi lovas (1976)
- Max és Móric (1976)
- Éljen D’Artagnan! (1974)
- Children and cars (1970)
- The five (1970)
- Ways and means (1970)
- Mi is a számítógép? (1970)
- The question (1967)
- Hoffnung szimfonikus zenekara (1965)
- Autómánia 2000 (1963)
- Snip és Snap sorozat (1959–1960)
- Foo-foo sorozat (1959–1960)
- A találmányok története (1959)
- A karácsonyi látogató (1958)
- A mozi története (1955)
- Állatfarm (1954)
- A bagoly és a cica (1953)
- Szobor a hajó orrán (1953)
- A bűvös vászon (1951)
- Az óriáskígyó (1951)
- Olyan öreg, mint a hegyek (1950)
- Emelkedj tovább, Johnnym! (1949)
- Charles sorozat (1947–1950)
- Arab rajzsorozat (1943–1945)
- Szemétláda-parádé (1942)
- Zsebkarikatúra (1941)